# Reinhold Johow

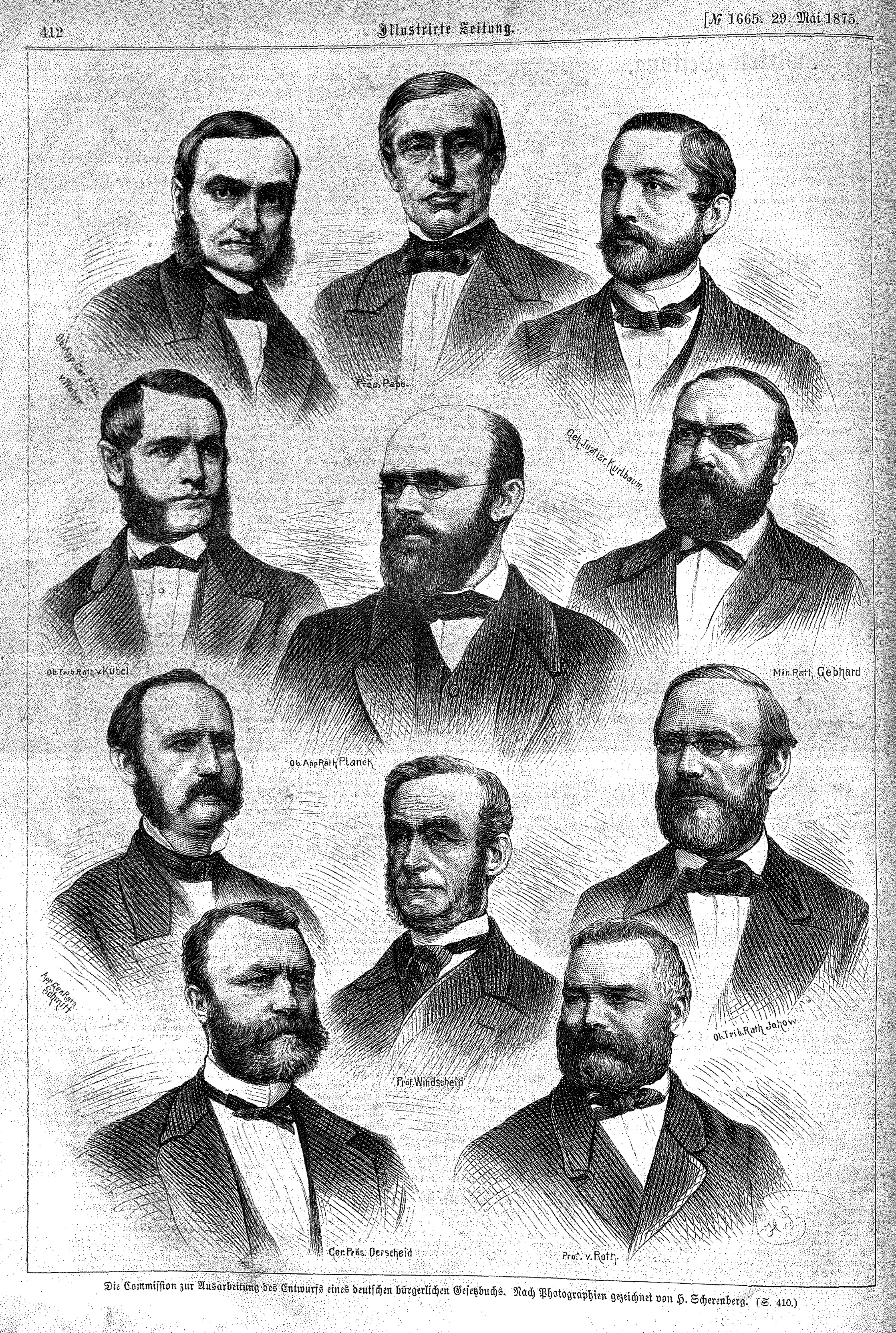
Johow in der Kommission für das BGB, 2. Reihe von unten, rechts (Stich von Hermann Scherenberg, 1875)

Reinhold Heinrich Sigismund Johow (* 30. Mai 1823 in Berlin; † 12. Januar 1904 ebenda) war ein deutscher Jurist, der maßgeblich an der Entstehung bedeutender Gesetze mitwirkte.

## Werdegang
Reinhold Johow war der Sohn von Carl Johann Sigismund Johow und Christiane Leopoldine Louise Johow, geborene Bolte. Er wuchs in Berlin auf, wo er an der heimischen Universität seit 1842 zwei Semester Theologie und Philosophie studierte und ab 1843 Rechtswissenschaft belegte. Johow trat 1845 als Auskultator in den preußischen Staatsdienst ein. Im März 1847 ging er als Referendar zum Kammergericht Berlin. Am 3. Juni 1849 erfolgte seine Ernennung zum Assessor beim Berliner Appellationsgericht. Im Juni 1850 übernahm er das Amt eines Kreisrichters in Kyritz, danach wechselte er 1852 als Dirigent einer Gerichtsdeputation nach Sigmaringen, bis er am 9. März 1857 als Staatsanwalt beim Kreisgericht Hechingen antrat. Seit dem 9. Juli 1860 wirkte Johow als Appellationsgerichtsrat in Posen, seit 1868 am Kammergericht Berlin, 1869 wurde er zum Obertribunalsrat ernannt. Am 2. Juli 1874 wählte ihn das Parlament zum Mitglied der aus 11 Mitgliedern bestehenden Ersten BGB-Kommission aus. Ab September 1888 war er ihr Vorsitzender, nachdem Heinrich Eduard von Pape verstorben war. Es war Reinhold Johow, der in seinem Entwurf des Sachenrechts 1880 als erster begründet hat, warum die Teilung in Sachenrecht und Obligationenrecht über den ursprünglichen pragmatischen Zweck hinaus rechtssystematisch von grundlegender Bedeutung sein soll. Er sorgte dafür, dass wesentliche Teile der bisherigen preußischen Gesetze, wie die Grundbuchprinzipien, der öffentliche Glaube des Grundbuchs oder das Hypothekenrecht, nach einigen Änderungen im ersten (1888) und zweiten Entwurf (1895) Eingang in das BGB fanden.
Er arbeitete 1888 die Grundbuchordnung für das Deutsche Reich aus und war 1889 maßgeblich am Entwurf eines Zwangsvollstreckungsgesetzes beteiligt. Im Jahre 1889 schied er auf eigenen Wunsch aus dem Justizdienst aus.

## Werke
Von den zahlreichen juristischen Veröffentlichungen seien erwähnt das Preußisch-Hohenzollernsche Handbüchlein für Jedermann (1858), Die Wechsel-Judicats-Klage auf der Grundlage des preußischen Prozessrechts (1865), Zur Lehre von den Rechten des Pfandgläubigers an den Früchten der verpfändeten Sache (1871), das Jahrbuch für endgültige Entscheidungen der Preußischen Appelationsgerichte (Hrsg., Band. 1–8; 1872–1879) oder die Grundbuchordnung für das Deutsche Reich (1888), die wegen ihrer grundsätzlichen und zugleich außerordentlich detailreichen Ausführungen auch heute noch als eine der wichtigsten Quellen zur Geschichte des Grundbuchrechts im 19. Jahrhundert angesehen werden kann.

## Privates
Am 15. Juni 1850 heiratete er Amalie Pauline Hallervorden. 1857 adoptierte das Paar den Sohn Oscar Heinrich Baum, der nunmehr Hans Heinrich Oscar Johow hieß.